# ДНЗ Тернопільський центр професійно-технічної освіти
Тернопільський центр професійно-технічної освіти (ТЦПТО) - навчальний заклад в м. Тернопіль

## Історія
Заснований у 1966 відповідно до наказу Начальника Чернівецького міжобласного управління професійно-технічної освіти № 49 від 26.05.1966 р. «Про відкриття технічного училища в місті Тернополь було створено Технічне училище № 2 з метою підготовки кваліфікованих робітників для бавовняного комбінату, який будувався в м. Тернополі.
У 1980 директором став Піговський Антон Петрович. Під час його керівництва навчальний заклад зайняв провідне місце в області і став одним із кращих.
У 1996 в рамках підписаної угоди про співпрацю із швейною фабрикою м. Простийов Чеської Республіки, понад пів сотні учнів були відправлені на перед дипломну практику та працевлаштовані на швейній фабриці того ж міста.
У вересні 2000 р. директором навчального закладу на конкурсній основі затверджено Цьоха Володимира Ігоровича. Згідно з наказом Міністерства освіти і науки України № 978 від 24.12.2004 р. Професійно-технічне училище № 2 м. Тернополя реорганізовано у Тернопільський Центр професійно-технічної освіти № 1.
В 2010 на базі Тернопільського Центру професійно-технічної освіти № 1 відбулося урочисте відкриття регіонального навчально-практичного будівельного центру «Хенкель Баутехнік» (Україна).
Про навчальний заклад надрукована стаття в унікальній книзі «Флагман сучасної освіти України 2010», яка віддзеркалює багату історію української наукової та педагогічної думки.
В 2013 «Центрова газета» нагороджена дипломом лауреата Міжнародного конкурсу шкільних медіа.
Відповідно до наказу Міністерства освіти і науки № 158 від 17.02.2014 р. змінено найменування навчального закладу на Державний навчальний заклад «Тернопільський центр професійно-технічної освіти».
В 2019 ТЦПТО задекларував співпрацю з компанією-лідером серед виробників сухих будівельних сумішей «ФОМАЛЬГАУТ-ПОЛІМІН» в рамках соціально-просвітницького проекту «FOMALGAUT BUILDING UNIVERSITY», метою якого є створення сучасної освітньої платформи для неперервного розвитку особистості кваліфікованого фахівця.
З 2023 ДНЗ «Тернопільський ЦПТО» здійснює підготовку висококваліфікованих робітників та фахових молодших бакалаврів, а також перепідготовку та підвищення кваліфікації працюючих робітників й незайнятого населення.
2024 ДНЗ «Тернопільський ЦПТО» учасник німецько-українського проекту «Партнерство у сфер професійно-технічної освіти в Україні», який реалізується Освітнім центром баварської економіки "bbw gGmbh" та з управлінської участі організації Sequa.

## Навчання
Заклад готує фахівців за спеціальностями:
- «Перукар (перукар-модельєр). Манікюрник»,
- «Кухар. Пекарь. Офіціант»,
- «Штукатур. Лицювальник-плиточник. Маляр»,
- «Електромонтер з ремонту та обслуговування електроустаткування. Електрозварник ручного зварювання. Водій категорії "B"»,
- «Слюсар з ремонту колісних транспортних засобів. Електрозварник ручного зварювання. Водій категорії "B"»,
- «Оператор поштового зв'язку. Оператор з обробки інформації та програмного забезпечення. Касир (в банку)»

## Педагогічний колектив
Навчальний процес забезпечують 28 викладачів та 29 майстрів виробничого навчання.